# Scaphyglottis dunstervillei
Scaphyglottis dunstervillei é uma espécie de orquídea epífita, cujos novos pseudobulbos geralmente brotam tanto da base como do topo dos pseudobulbos mais antigos. É originária das Antilhas e norte da América do Sul, do Suriname à Venezuela e Peru.